# TV Paprika (slovenska televizijska postaja)
TV Paprika je nekdanja slovenska komercialna televizijska postaja. Z oddajanjem je začela 15. septembra 2003. Njen slogan je bil »svet okusov«.
Med njenimi bolj znanimi nekdanjimi voditelji so Taja Zuccato, Klemen Bunderla, Živa Vadnov, Sanja Grohar, Katja Fašink, Rebeka Dremelj, Brigita Bukovec, Barbara Drnač, Oriana Girotto, Lucija Gubenšek, Simon Zajc, Tanja Žagar in Zvezdana Mlakar. 

### Lastništvo in upravljanje
Izdajalo jo je podjetje Privat d.o.o. v lasti Ajše Šunjič (37%), Marka Žitnika (37%) in FIN2000 d.o.o. (26%). Odgovorna urednica je bila Ajša Šunjič, programski direktor in izvršni producent pa Mark Žitnik.
Leta 2005 je bil vršilec dolžnosti direktorja Tomaž Simonič. Leta 2006 je bil direktor Rok Strle.
Leta 2010 je Aleš Čepin prodal svoj delež. Jeseni istega leta je Paprika dobila novega lastnika, Boštjana Tramteta, in njen odgovorni urednik je postal Franci Peternelj, ustanovitelj radia Veseljak, kar je pomenilo popolno preobrazbo programa in nov slogan: televizija z okusom. Na začetku leta 2011 je Papriko zamenjal Veseljak TV.

### Gledanost (dnevni doseg)
- 2006: 0,2%[12]
- 2007: 0,4%[13]
- 2008: 0,7%[14]
- 2009: 0,3%[15]
- 2010: 0,2%[16]

## Kršitve

### Sovražni govor v oddajiVroče
V svojem rednem letnem poročilu 2007 je Varuh človekovih pravic RS protestiral proti sovražnemu govoru voditeljice Mance Zver (hčeri takratnega šolskega ministra Milana Zvera), poslanca Zmaga Jelinčiča in klicateljev v studiu v kontaktni oddaji Vroče 14. februarja 2006. Rome so tam označili za tatove, uničevalce in pravno nedotakljive, ki jih je treba malo bolj zategniti, ljudem iz nekdanjih jugoslovanskih republik so očitali, da nočejo delati in izkoriščajo poštene Slovence, Avstrijci, Italijani in Hrvati so bili »jodlarji, Lahi in Hrvatarji«, Belgijci pa »ena polovica pedrov in druga polovica pedofilov«. Bili so tudi pozivi h kemični in fizični kastraciji ljudi iz »druge polovice«, vžiganju črke P na njihova čela ter njihovemu kaznovanju s strani ostalih zapornikov, staršev in samega poslanca, ki bi jim polomil kosti. Voditeljica je vsemu pritrjevala, se hihitala in sodelovala s svojimi sovražnimi predlogi. Poslanec je predlagal še sekanje rok preprodajalcem mamil, najprej eno in potem drugo, dokler ne bi imeli samo še štrcljev.
Varuh človekovih pravic Matjaž Hanžek je izjave Zverove in Jelinčiča poslal v preučitev državnemu tožilstvu. Njegov urad je podal ovadbo proti Paprika TV na častno novinarsko razsodišče, ki kršitve sicer ni prepoznalo, je pa komentiralo, da je odgovorna urednica za voditeljico izbrala osebo, ki ni dorasla temu delu in da v televizijskih in radijskih pogovornih oddajah pada standard novinarskega dela.
6. marca 2006 so nosilke lepotnih nazivov, Manca Zver (miss Hawaiian Tropic Slovenije 2007), Admira Muratović (miss Hawaiian Tropic Slovenije 2006), Merima Čatić (miss Hit Stars 2006) in Antonija Novak (Gospa Slovenije 2006), predstavile svojo pobudo za boj proti pedofiliji. Pridružil se jim je tudi Jelinčič.

### Prijava TV Paprike s strani POP TV
Direktorica družbe Pop TV, d.o.o., Marjetka Horvat, je na agencijo za pošto in telekomunikacije, svet za radiodifuzijo in ministrstvo za kulturo poslala prijavo zaradi prikritega oglaševanja, saj naj bi oddaje iz njihove lastne produkcije imele naslove po oglaševalcih, npr. Najboljši sosed, Optika Sever in Mladinska knjiga.

## Oddaje in voditelji
| A - Adam in Eva z napako (voditelja Mark Žitnik in Ajša Šunjič) v oddajah tudi predstavitev kandidatov za 5. in 6. naziv »najbolj simpatični Slovenec«. - Akademija za zvezdnike (voditeljica Azra Selimanovič) - Ajša - ženski pogovori (voditeljica Ajša Šunjič) - Astrologija (voditeljica Teodora Erhatič) B - Beremo z Manco Košir - Biro (voditeljica Bojana Štancer) - Bonboniera (voditelji Sanja Grohar, Bojana Štancer, Marko Popovič, Dejan Lučić, Adel Djutović in Živa Vadnov) - Brez strehe nad glavo - resničnostni šov (voditeljica Rebeka Dremelj) Č - Činč šov (voditelj Jože Činč) D - Dannyjeve zvezde (voditelj Danijel Šmid) - Desetka, glasbena lestvica (voditelji Daniel Feldin, Valerija Miljančič, Janja Kosec, Luka Ritonja) - Dilema (voditelj Mark Žitnik) G - Glasbene želje z Uršo (voditeljica Urša Čepin) I - Individa (voditelj Špela Prislan) J - Je Knorr doma? (voditelj Simon Zajc) L - Lepota in stil (voditeljica Katja Fašink) M - Miss Lagune 2006 - neposredni prenos (razglasili so še miss Paprike, ki so jo izbrali gledalci) - Morella okulisti (voditeljica Nina Wabra) - Moški (voditeljica Lucija Gubenšek) N - Najboljše seme (voditeljica Valerija Miljančič) O - Osvobodi telo (voditelj Eduard Žalar) | P - Paprika (voditeljica Taja Zuccato) - Paprika je prva (voditelji Tadeja Miklič, Peter Voros) - Parada plesa (voditeljica Barbara Drnač) - Prava generacija (voditelj Jaka Lenardič) - Prava stvar (voditelj Zoran Ristić) - Pičolina (voditelji Aida Kralj, Andreja Zupančič, Irena Železnik, Ana Špik, Metka Mesesnel Bizilj, Zvezda G. Novljan) - Poklic mama (voditelji Oriana Girotto Cavazza, Brigita Bukovec) - Pesem poletja 2005 - Pesem poletja 2006 - Pesem poletja 2007 - Pesem poletja 2008 - Pesem poletja 2009 R - Razmerja S - Sky Bo (voditelj Viki Mušič) - Supermodel Slovenije 2006 - neposredni prenos iz grosupeljske igralnice Kongo - Svet financ (voditelj Mitja Glavnik) T - Trenutki (voditeljica Teodora Erhatič) V - Veseli mikrofon (voditeljica Tanja Žagar) - Vivina zdravniška linija (voditeljica Taja Zuccato) - Vizionarji (voditelja Ajša Šunjič in Jaka Lenardič) - Vrata med zvezde - Vroče (voditelja Manca Zver in Erazem B. Pintar) - V živo z Živo (voditelj Živa Vadnov) Z - Zagovor (voditeljica Monika Tavčar) 0–9 - 100 najuglednejših (voditeljica Ajša Šunjič) - 40 plus (voditeljica Zvezdana Mlakar) |

## Vir
- Arhivirane spletne strani paprika.tv